# Hidemasa Morita
Hidemasa Morita (n. 10 mai 1995, Takatsuki, Japonia) este un fotbalist japonez.
Morita a debutat la echipa națională a Japoniei în anul 2018.

## Statistici
| Japonia | Japonia | Japonia |
| An      | Meciuri | Goluri  |
| ------- | ------- | ------- |
| 2018    | 2       | 0       |
| 2019    | 1       | 0       |
| Total   | 3       | 0       |